# Roberta Mattei
Pour les articles homonymes, voir Mattei.
Roberta Mattei, née le 7 décembre 1983 à Rome dans la région du Latium en Italie, est une actrice italienne.

## Biographie
Elle naît à Rome en 1983.
Après des débuts au théâtre, elle participe à la série télévisée Sweet India de Riccardo Donna (it) en 2006. Diplômée du Centro sperimentale di cinematografia en 2008, elle obtient ensuite plusieurs rôles secondaires dans différentes séries télévisées italiennes. En 2014, elle participe notamment à la mini-série L'ultimo papa re de Luca Manfredi qui est librement inspiré du film Au nom du pape roi (In Nome del Papa Re) réalisé par Luigi Magni en 1977.
Elle obtient son premier rôle au cinéma en 2015 dans le drame romain Mauvaise Graine (Non essere cattivo) de Claudio Caligari. En 2016, elle est la compagne toxicomane de Stefano Accorsi dans le drame Veloce come il vento de Matteo Rovere qui s'inspire librement de la vie du pilote de rallye Carlo Capone. Elle obtient pour ce rôle une nomination au David di Donatello de la meilleure actrice dans un second rôle.
En 2017, elle prend part au premier film de Marco Danieli, le drame sentimental La ragazza del mondo aux côtés de Sara Serraiocco et Michele Riondino, et au second film de Maccio Capatonda (it), la comédie noire Omicidio all'italiana avec pour partenaires Capatonda, Herbert Ballerina (it) et Sabrina Ferilli.

## Filmographie

### Au cinéma

#### Longs métrages
- 2015 : Mauvaise Graine (Non essere cattivo) de Claudio Caligari
- 2016 : Veloce come il vento de Matteo Rovere
- 2016 : La ragazza del mondo de Marco Danieli
- 2017 : Omicidio all'italiana de Maccio Capatonda (it)
- 2017 : Edhel, de Marco Renda
- 2017 : La banda dei tre, de Francesco Dominedò (it)
- 2018 : Il grande salto de Giorgio Tirabassi (it)
- 2019 : Il primo Natale de Ficarra e Picone
- 2020 : Last Words de Jonathan Nossiter
- 2020 : Polvere de Antonio Romagnoli

#### Courts métrages
- 2009 : So che c'è un uomo de Gianclaudio Cappai
- 2010 : Dimmi cosa vedi de Dario Iurilli
- 2010 : Aiko de Margherita Ferri
- 2012 : Nati per correre de Michele Vannucci

### À la télévision

#### Séries télévisées
- 2006 : Sweet India de Riccardo Donna (it)
- 2011 : Les Spécialistes : Rome (R.I.S. Roma - Delitti imperfetti, 1 épisode)
- 2012 : Nero Wolfe (1 épisode)
- 2014 : L'ultimo papa re de Luca Manfredi
- 2014 : Un sacré détective (Don Matteo, 1 épisode)
- 2014 : Una pallottola nel cuore (1 épisode)
- 2017 : Un passo dal cielo (saison, 1 épisode)
- 2021 : Zero (3 épisodes)
- 2021 : Anna (4 épisodes)

## Prix et distinctions
- Nomination au David di Donatello de la meilleure actrice dans un second rôle en 2017 pour Veloce come il vento.